# Domnica Alexandrescu
Domnica Alexandrescu (n. 10 februarie 1941, Săceni, România) este o profesoară de chimie (liceu) și fostă politiciană comunistă română, fost membru al C.C. al P.C.R. (24 noiembrie 1989 - 22 decembrie 1989) și fost deputat în Marea Adunare Națională, aleasă în județul Prahova (1985–1989).
După ce a absolvit Facultatea de Chimie de la Universitatea din București a obținut diploma de profesor, iar din 1985 a fost inspector școlar general.

## Vezi și
- Lista membrilor Comitetului Central al Partidului Comunist Român